# Фроловка (приток Лузы)
Фроловка — река в России, протекает в Великоустюгском районе Вологодской области и Лузском районе Кировской области. Устье реки находится в 44 км по левому берегу реки Луза. Длина реки составляет 10 км.
Исток реки находится в лесном массиве в 13 км к западу от города Луза. Река течёт в верхнем течении на северо-запад, в нижнем — на запад. На большей части своего течения образует границу Кировской и Вологодской областей, за исключением первых километров в Кировской области и последнего километра, на котором река втекает в Вологодскую область. Всё течение проходит по ненаселённому лесному массиву.
Впадает в Лузу в 5 км к востоку от села Палема. Ширина реки на всём протяжении не превышает 10 м.

## Данные водного реестра
По данным государственного водного реестра России и геоинформационной системы водохозяйственного районирования территории РФ, подготовленной Федеральным агентством водных ресурсов:
- Бассейновый округ — Двинско-Печорский
- Речной бассейн — Северная Двина
- Речной подбассейн — Малая Северная Двина
- Водохозяйственный участок — Юг
- Код водного объекта — 03020100212103000013287